# Stresjnevo
Stresjnevo (Russisch: Стрешнево) is een station in de Russische hoofdstad Moskou bij de kruising van de centrale ringlijn en de spoorlijn Moskou-Riga. Het is een van de stations die tussen 2012 en 2015 aan de kleine ringspoorlijn zijn toegevoegd ten behoeve van de hervatting van het reizigersverkeer in 2016. De perrons van de ringlijn liggen tussen de kruising met de spoorlijn naar Riga aan de noordkant van het station en de Volokolamskaja Sjosse aan de zuidkant. Tijdens de bouw werd de naam Volokolamskaja gebruikt, maar bij de opening is dat gewijzigd. Vlak ten zuiden van het station ligt een verbindingsspoor naar het depot Podmoskovnaja. Sinds 21 november 2019 zijn ook de perrons langs de spoorlijn naar Riga gereed die worden bediend door lijn D2 van het stadsgewestelijk net.

## Galerij

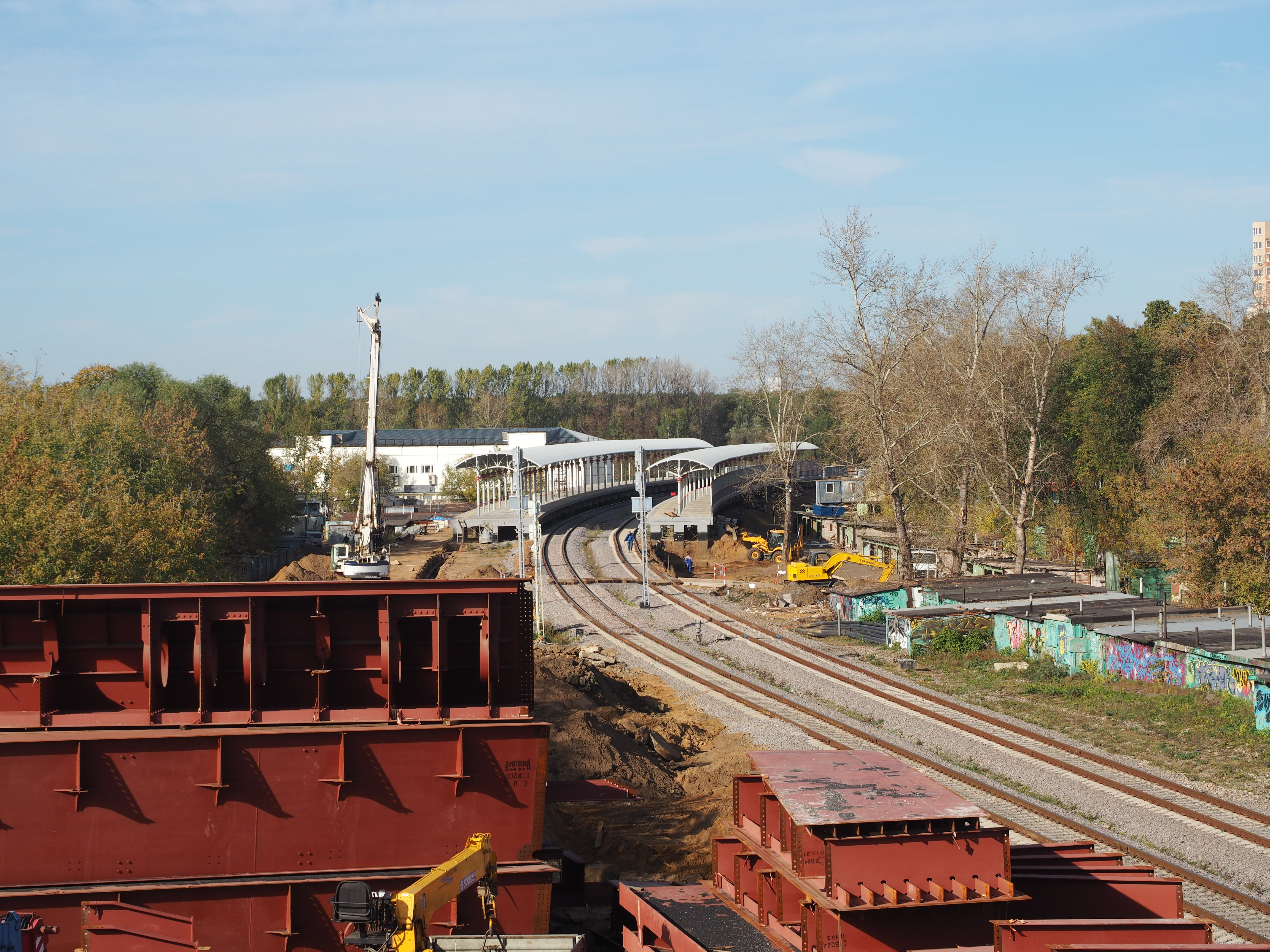
Het station in aanbouw
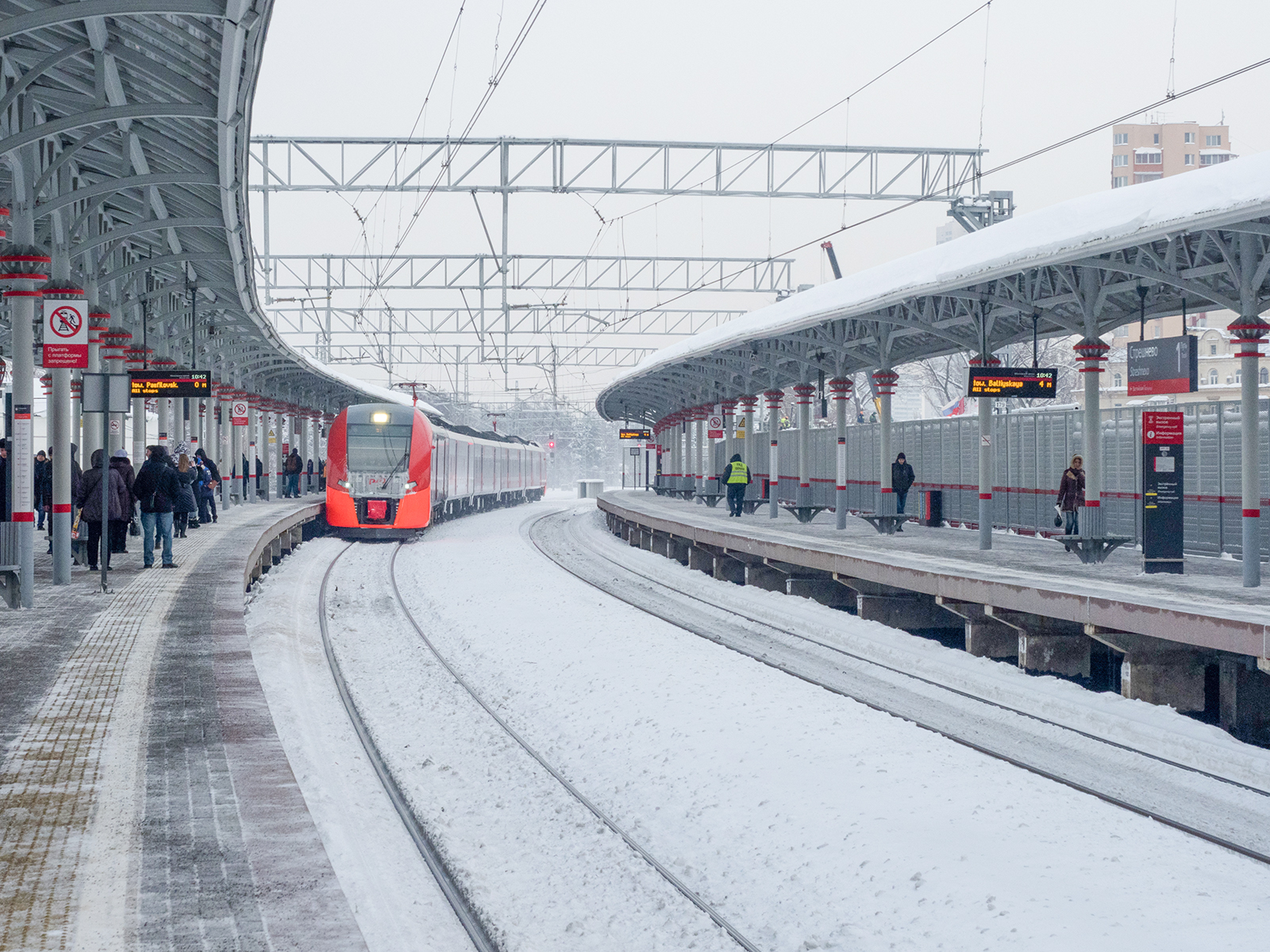
Een trein uit het noorden rijdt het station binnen
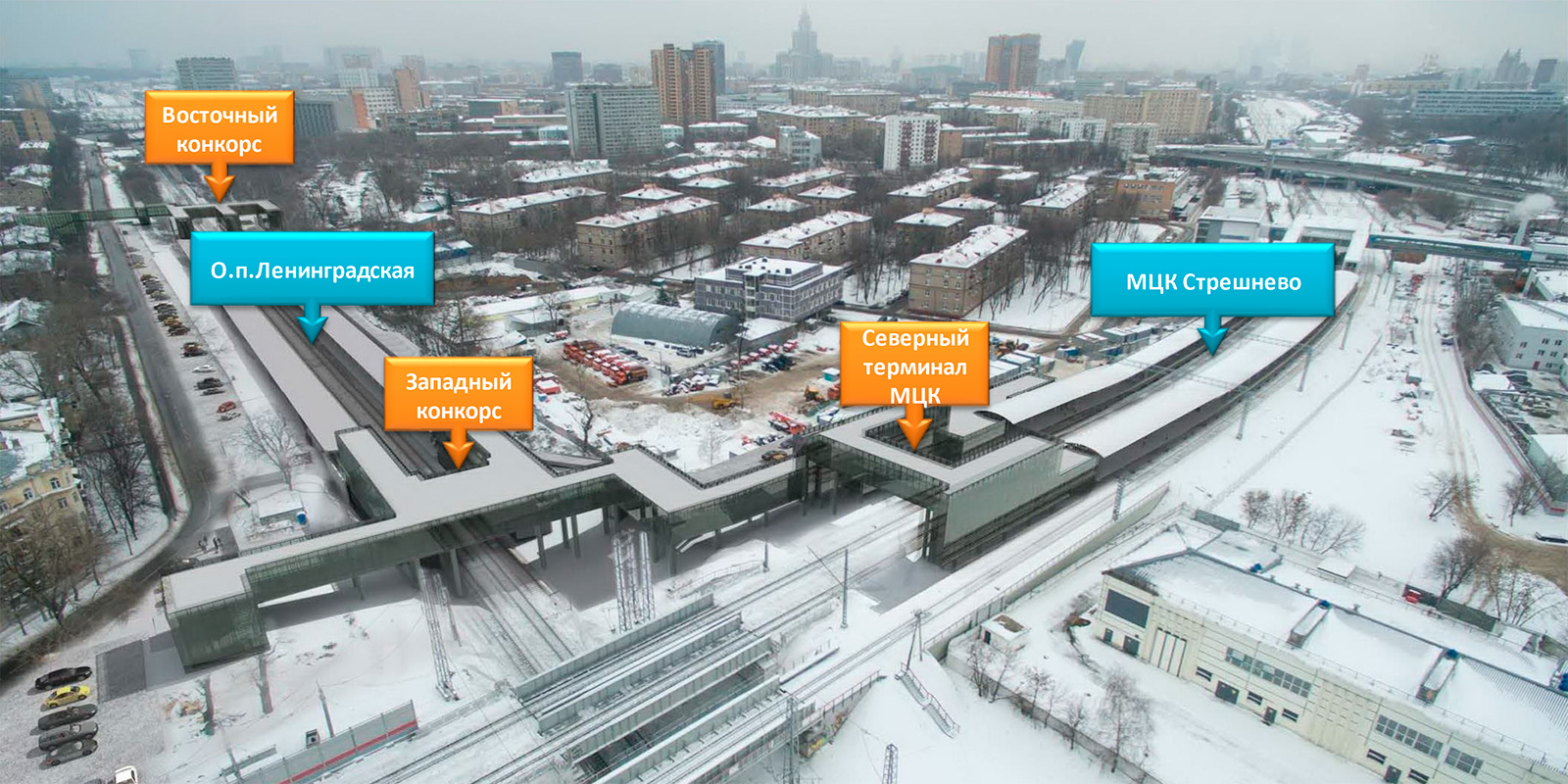
De perrons langs de spoorlijn Moskou – Riga (links) en langs de ringlijn (rechts) gezien uit het westen